# Município de Franklin (condado de Brown, Ohio)
Localização do Ohio nos E.U.A.
O município de Franklin (em inglês: Franklin Township) é um município localizado no condado de Brown no estado estadounidense de Ohio. No ano de 2010 tinha uma população de 1654 habitantes e uma densidade populacional de 23,43 pessoas por km².

## Geografia
O município de Franklin encontra-se localizado nas coordenadas 38° 55′ 16″ N, 83° 49′ 53″ O. Segundo a Departamento do Censo dos Estados Unidos, o município tem uma superfície total de 70.6 km², da qual 69,6 km² correspondem a terra firme e (1.41 %) 1 km² é água.

## Demografia
Segundo o censo de 2010, tinha 1654 pessoas residindo no município de Franklin. A densidade populacional era de 23,43 hab./km².